# تلفزة عبر الإنترنت

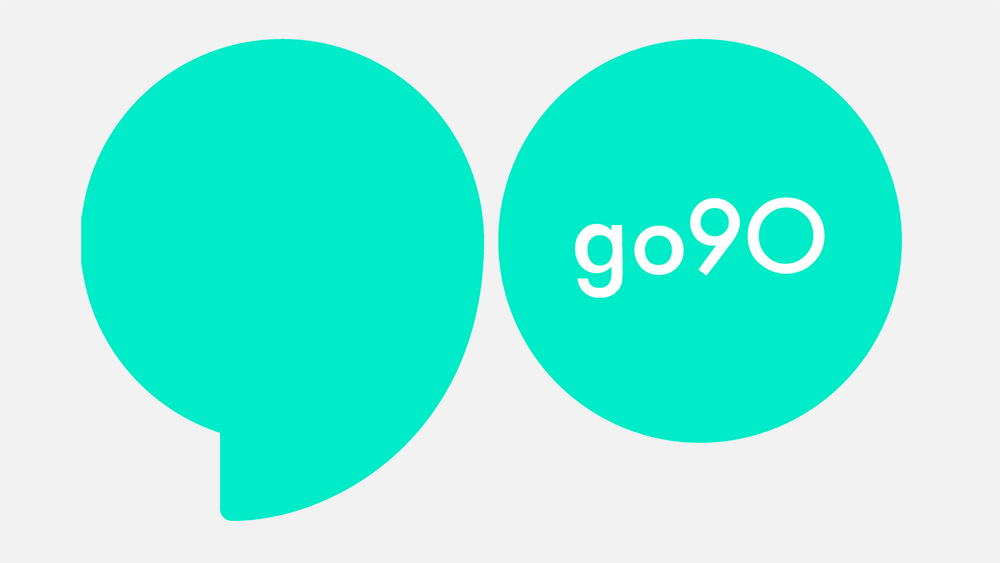
خدمة تلفزيونية أمريكية عبر الإنترنت

التلفزة عبر الإنترنت (بالإنجليزية: Internet Television أو Online TV)‏ هي خدمة تلفزة توزع عبر الإنترنت.
ولقد أصبحت شائعة جداً خاصةً مع خدمات مثل RTÉ Television في جمهورية أيرلندا وهيولو، وRevision3 في الولايات المتحدة، وNederland 24 في هولندا، وABC iView وAustralia Live TV في أستراليا، وSeeSaw وبي بي سي iPlayer و4oD والتلفزيون المستقل وDemand Five في المملكة المتحدة
تكون عبر استقبال قناة فضائية.